# Plaza de Gudiashvili
La Plaza de Gudiashvili ( idioma georgiano: გუდიაშვილის მოედანი) es una plaza en Tiflis, en el distrito histórico de Sololaki. Las calles de Lermontov, Beglar Ahospireli, Dzhibladze convergen en la plaza.

Plaza de Gudiashvili. En el centro, detrás de un monumento, un edificio con balcón es la «casa de Mijaíl Lermontov».

## Historia
Indicado en el primer plano de Tiflis, realizado por el Príncipe Vakhushti (1735),<refПлан царевича Вахушти</ref> aquí se ubicó el «Jardín de Bezhan». En la vecindad de la Iglesia de San Jorge ubicada en la calle Mughninskaya, la plaza se llamaba Mughninskaya. En 1827, en honor a la captura por el general Iván Paskévich de la fortaleza persa Abbas-Abad, la plaza se llamó Abbas- Abad.
En la época soviética (desde 1923) se le dio el nombre de Alaverdskaya Square, en honor del revolucionario ruso Stepan Alaverdov. Recibió su nombre actual en 1988 en honor a Lado Gudiashvili (1886-1980), un famoso artista georgiano.
En marzo de 2015, se comenzó a trabajar en el desarrollo de un plan de conservación para los edificios históricos de la Plaza Gudiashvili. La reconstrucción del área dio nuevo material arqueológico.

## Datos de interés

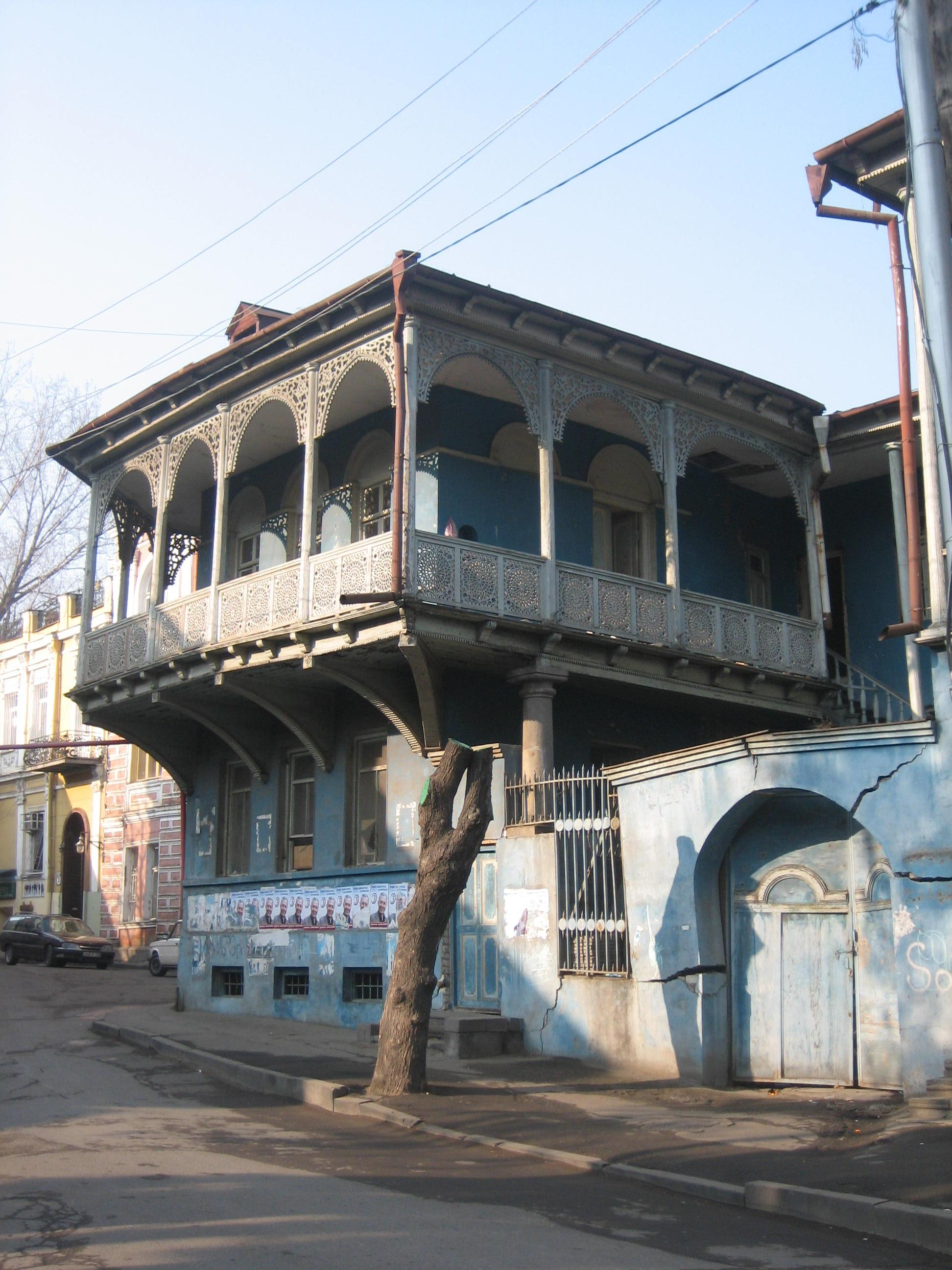
«Casa Lermontov»

Presumiblemente en el departamento n.º 2 de la plaza en la después llamada "Casa Lermontov", Mijaíl Lermontov podía haber habitado durante su servicio en el Cáucaso (Regimiento de Dragones de Nizhny Novgorod).
Plaza Gudiashvili, tal vez, fue la misma plaza que el artista Niko Pirosmani llenó de flores en honor de su amada, la actriz francesa Margarita de Sevres, es una leyenda cuyo argumento formó la base del texto de la canción de Ala Pugachova Million Scarlet Roses. Según otra versión de la leyenda, Margaret vivía en una casa cuyas ventanas no daban a la plaza, sino simplemente a una de las calles estrechas, de las cuales se compone casi todo el distrito de Sololaki.